# Un amore a 5 stelle
Un amore a 5 stelle (Maid in Manhattan) è un film commedia romantica del 2002 diretto da Wayne Wang. Basato su un soggetto di John Hughes, accreditato come Edmond Dantès. La colonna sonora è composta da Alan Silvestri.

## Trama
Marisa Ventura, una madre single che alleva il figlio Ty di 10 anni, lavora come domestica al Beresford Hotel nel cuore di Manhattan. Quando non è a scuola, Ty trascorre del tempo con i compagni di lavoro dell'hotel di Marisa, che pensano che possa essere promossa alla direzione.
Mentre Marisa e la sua collega Stephanie stanno pulendo la stanza della socialite Caroline Lane, Stephanie convince Marisa a provare un cappotto Dolce & Gabbana. Lane aveva precedentemente chiesto che fosse restituito al negozio e Stephanie sostiene che "tecnicamente" non appartiene a nessuno al momento. Altrove nell'hotel, Ty fa amicizia con l'ospite dell'hotel e candidato senatoriale Christopher "Chris" Marshall, che Ty scopre di avere un interesse per Richard Nixon, oggetto della sua presentazione scolastica. Ty vuole andare con Chris a portare a spasso il suo cane e la coppia va nella stanza di Caroline per chiedere il permesso a Marisa. Chris incontra Marisa, che indossa il cappotto firmato, e ne rimane subito colpito presumendo che lei sia Caroline. Il trio trascorre del tempo insieme al parco. Sebbene Marisa e Chris siano attratti l'uno dall'altro, Marisa è terrorizzata dal fatto che la direzione scopra lo stratagemma e si impegna a evitare Chris in seguito.
Chris chiede al capo maggiordomo dell'hotel, Lionel Bloch, di invitare "Caroline Lane" a pranzo, ma è confuso quando si presenta la vera Caroline al posto di Marisa. Marisa era presente quando ha ricevuto l'invito e ha anche offerto consigli a Caroline su cosa indossare per il loro "pranzo à deux". Quando la vera Caroline si presenta, Chris chiede al suo assistente Jerry Siegal di trovare "l'altra Caroline Lane", promettendole che parteciperà a una cena importante e le augura di andare con lui. Jerry chiede a Lionel di trovarla. Lionel, che ha capito che Marisa è la donna che Chris stava cercando, le dice di andare alla cena e porre fine alla relazione in fretta se vuole un futuro nella gestione dell'hotel.
Marisa non riesce a porre fine alla relazione e trascorre la notte nella camera d'albergo di Chris. La mattina dopo, Marisa viene vista dalla vera Caroline e dalla sua amica che lasciano la stanza di Chris. Caroline spiffera la verità alla direzione dell'hotel e Marisa viene licenziata davanti a Chris nella suite dell'hotel di Lane. Sia Marisa che Chris trascorrono del tempo separati con lui che pensa ancora a lei. Marisa è anche perseguitata dai media e dalla sua disapprovante madre Veronica.
Qualche tempo dopo, Marisa si assicura un altro lavoro come domestica in un altro albergo. Chris sta tenendo una conferenza stampa nello stesso hotel. Ty partecipa e chiede a Chris se le persone dovrebbero essere perdonate se commettono errori, riferendosi all'ex presidente degli Stati Uniti Richard Nixon. Ty lo conduce nella stanza del personale dove Marisa sta facendo la sua pausa. Chris e Marisa si sono riuniti e il film si conclude con immagini di pubblicazioni che mostrano che Chris è stato eletto, lui e Marisa sono ancora insieme dopo un anno e Marisa e le sue amiche domestiche sono state promosse alla direzione.

## Produzione
Le riprese del film si svolsero dal 27 aprile 2002 al 6 giugno 2002.
Il film è stato prodotto principalmente dalla Revolution Studios, Red Om Films, Hughes Entertainment e Shoelace Productions (le ultime due non sono state accreditate). Gli effetti speciali sono a cura della Centropolis Effects, mentre la colonna sonora è stata eseguita dalla Epic Records e dalla Sony Music Soundtrax. Il budget stimato per il film ammonta a 55000000 $.

## Distribuzione
Il film è stato distribuito in svariati paesi con date e titoli differenti:
- Canada 13 dicembre 2002 Romance à Manhattan
- Stati Uniti d'America 13 dicembre 2002 Maid in Manhattan
- Israele 20 dicembre 2002 (premiere) Yaffa B'Manhattan
- Israele 26 dicembre 2002 Yaffa B'Manhattan
- Filippine 18 febbraio 2003 (Manila)
- Portogallo 28 febbraio 2003 Encontro em Manhattan
- Australia 6 marzo 2003
- Svizzera 6 marzo 2003
- Germania 6 marzo 2003 Manhattan Love Story
- Ungheria 6 marzo 2003 Álmomban már láttalak
- Austria 7 marzo 2003 Manhattan Love Story
- Regno Unito 7 marzo 2003
- Irlanda 7 marzo 2003
- Messico 7 marzo 2003 Sueño de amor
- Francia 12 marzo 2003 Coup de foudre à Manhattan
- Hong Kong 13 marzo 2003
- Islanda 14 marzo 2003
- Finlandia 21 marzo 2003 Unelmien Manhattan
- Corea del Sud 21 marzo 2003
- Belgio 26 marzo 2003
- Egitto 26 marzo 2003
- Filippine 26 marzo 2003 (Davao)
- Paesi Bassi 27 marzo 2003
- Perù 27 marzo 2003 Sueño de amor
- Grecia 28 marzo 2003 I kamariera
- Estonia 4 aprile 2003 Manhattani tuhkatriinu
- Italia 4 aprile 2003 Un amore a 5 stelle
- Nuova Zelanda 10 aprile 2003
- Turchia 11 aprile 2003 Ask masali
- Spagna 16 aprile 2003 Sucedió en Manhattan
- Argentina 17 aprile 2003 Sueño de amor
- Brasile 18 aprile 2003 Encontro de Amor
- Svezia 24 aprile 2003 Kärleken checkar in
- Danimarca 25 aprile 2003 Storbyens små mirakler
- Lituania 25 aprile 2003
- Giappone 10 maggio 2003
- Repubblica Ceca 5 giugno 2003 Krásná pokojská
- Polonia 13 giugno 2003 Pokojówka na Manhattanie
- Bulgaria Петзвезден романс
- Croazia Dogodilo se na Manhattanu
- Norvegia Magisk møte på Manhattan
- Serbia Sobarica i senator
- Russia  Госпожа горничная
- Slovenia Zgodilo se je na Manhattnu
- Kuwait 30 luglio 2003

## Accoglienza
La pellicola negli Stati Uniti guadagna 18711407 $ nel primo weekend, per poi arrivare a una somma complessiva di 93815117 $ solo nel mercato statunitense. In Spagna raccoglie al botteghino 4947653 €, nel Regno Unito 8076118 £ e in Italia nel primo weekend di apertura arriva a 784169 €, per un totale di 2461431 €.
Su internet riceve delle critiche piuttosto basse: sul sito IMDb riceve un punteggio di 5/10 e 2,5/5 su MYmovies.it.

## Riconoscimenti
| Anno | Premio            | Categoria                       | Destinatario (i)               | Risultato   | Ref   |
| ---- | ----------------- | ------------------------------- | ------------------------------ | ----------- | ----- |
| 2003 | NAACP Image Award | Attrice eccezionale in un film  | Jennifer Lopez                 | Candidato/a | [ 5 ] |
| 2003 | Teen Choice Award | Miglior attrice in una commedia | Jennifer Lopez                 | Candidato/a | [ 6 ] |
| 2003 | Teen Choice Award | Choice Movie Liar               | Jennifer Lopez                 | Candidato/a | [ 6 ] |
| 2003 | Teen Choice Award | Choice Movie Lip lock           | Jennifer Lopez e Ralph Fiennes | Candidato/a | [ 6 ] |
| 2003 | Razzie Awards     | Peggior attrice                 | Jennifer Lopez                 | Candidato/a |       |